# At Dawn (album)
At Dawn è il secondo album in studio del gruppo musicale statunitense My Morning Jacket, pubblicato nel 2001.

## Tracce
1. At Dawn – 3:49
2. Lowdown – 3:53
3. The Way That He Sings – 5:35
4. Death Is The Easy Way – 5:28 (inserita in tracklist come Death Is My Sleezy Pay)
5. Hopefully – 5:55
6. Bermuda Highway – 3:19
7. Honest Man – 7:46
8. X-mas Curtain – 4:49
9. Just Because I Do – 2:55
10. If It Smashes Down – 5:28
11. I Needed It Most – 6:36
12. Phone Went Dead – 7:05 (inserita in tracklist come Phone Went West)
13. Strangulation! – 8:08
14. Hidden Song #1 – 3:08 (non inserita in tracklist)

## Formazione
- Jim James - voce, chitarre, armonica, banjo
- Johnny Quaid - chitarre
- Tom "Two Tone Tommy" Blakenship - basso
- J. Glenn - batteria
- Danny Cash - tastiere